# 谢奥赫尔
谢奥赫尔（Sheohar），是印度比哈尔邦謝奧赫爾縣的一个城镇。2001年总人口21327。

## 人口
该地2001年总人口21327人，其中男性11354人，女性9973人；0－6岁人口4336人，其中男2255人，女2081人；识字率35.00%，其中男性为43.97%，女性为24.79%。